# Basilio Arturo Lami Dozo

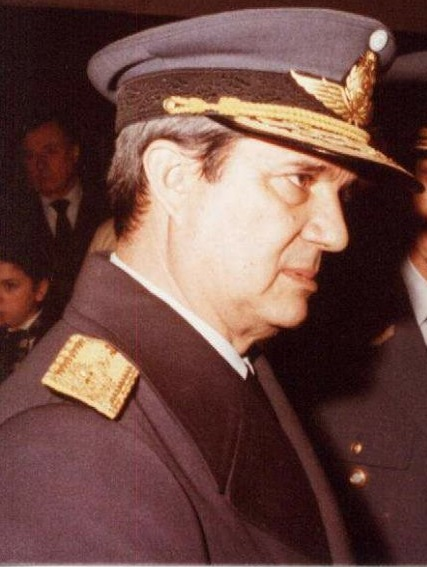
Basilio Arturo Lami Dozo (während des Falkland-Kriegs 1982)

Basilio Arturo Lami Dozo (* 1. Februar 1929 in Santiago del Estero, Argentinien; † 1. Februar 2017) war ein argentinischer Militär. Er war an der Junta der argentinischen Militärdiktatur (1976–1983) beteiligt.

## Leben
Basilio Arturo Lami Dozo entstammte einer in der Provinz Santiago del Estero ansässigen Familie. Er hatte Vorfahren aus Syrien und Libanon (Osmanisches Reich). Er machte Karriere in der argentinischen Luftwaffe und hatte am Vorabend des Militärputsches den Rang eines Brigadegenerals (brigadier).

## Militärdiktatur
Lami Dozo beteiligte sich am 24. März 1976 am Militärputsch gegen Isabel Perón. Während der Militärdiktatur führte die Junta einen schmutzigen Krieg gegen Regimegegner und Unbeteiligte, mit einer geschätzten Opferzahl von 30.000. Von 1982 bis 1983 war Lami Dozo Chef der argentinischen Luftwaffe und damit einer der Oberbefehlshaber der Militärdiktatur sowie Verantwortlicher während des Falklandkriegs.

## Nach der Militärdiktatur
Nach Rückkehr zur Demokratie 1983 wurde Lami Dozo 1985 im Rahmen des Verfahrens gegen die Juntas angeklagt. Die Anklage konzentrierte sich auf das Nachweisen des systematischen Staatsterrors zu Beginn der Militärdiktatur. Die Anklage warf Lami Dozo Entführung in 239 Fällen vor, jedoch konnte keine unmittelbare persönliche Beteiligung nachgewiesen werden und er wurde freigesprochen.
1986 wurde er gemeinsam mit weiteren Verantwortlichen (Leopoldo Galtieri, Jorge Anaya) für den Falklandkrieg wegen Missmanagements in jenem Konflikt vor einem argentinischen Militärgericht angeklagt und 1988 zu acht Jahren Haft verurteilt. 1989 wurde er so wie die mit ihm verurteilten Militärs durch den neuen Präsidenten Carlos Menem amnestiert.
Nach Menems Ausscheiden aus dem Präsidentenamt wurde angestrebt, die Amnestierungen rückgängig zu machen. Gleichzeitig stellte der spanische Richter Baltasar Garzón 2003 einen Auslieferungsantrag, der allerdings durch José María Aznar wieder rückgängig gemacht wurde.
Lami Dozo starb an seinem 88. Geburtstag am 1. Februar 2017.